# گورام کاشیا

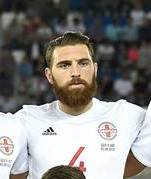
کاشیا با تیم ملی فوتبال گرجستان در سال۲۰۱۶

گورام کاشیا (به گرجی: გურამ კაშია) (زاده ۴ ژوئیه ۱۹۸۷) یک بازیکن فوتبال گرجی است که هم‌اکنون به عنوان مدافع میانی باشگاه فوتبال سن‌خوزه ارث‌کوئیکز در لیگ برتر فوتبال ایالات متحده آمریکا فعالیت می‌کند. او کاپیتان سابق تیم ملی فوتبال گرجستان نیز می‌باشد.
در اکتبر ۲۰۱۲، وی در دیدار مقدماتی جام جهانی ۲۰۱۴ تنها گل گرجستان را در مقابل فنلاند به ثمر رساند. کاشیا دو بار، در سال ۲۰۱۲ و ۲۰۱۳ به عنوان بهترین بازیکن سال گرجستان انتخاب شد. تا تاریخ ۱۴ ژوئن ۲۰۱۸، کاشیا کاپیتان تیم ملی کشورش بود.